# 波兰共和国社会民主党
波兰共和国社会民主党（波蘭語：Socjaldemokracja Rzeczypospolitej Polskiej，缩写为SdRP）是波兰历史上的一个社会民主主义政党，于1990年1月28日成立。该党是波兰统一工人党的主要继承者。波兰共和国社会民主党的创始人和主要领导人包括前总统亚历山大·克瓦希涅夫斯基、前众议院议长约瑟夫·奥莱克西和前总理莱舍克·米莱尔。1999年4月15日，该党并入民主左翼联盟。